# Dworek Goethego w Tarnowskich Górach
Dworek Goethego – zabytkowy budynek o charakterze mieszczańskiego dworku z XVIII wieku znajdujący się u zbiegu ulic Górniczej i Jana Bondkowskiego na terenie zabytkowego śródmieścia Tarnowskich Gór.

## Historia
Dworek pochodzi z połowy XVIII wieku, a jego fundator i budowniczy jest nieznany. W kolejnym stuleciu został rozbudowany i przebudowany. Niegdyś pełnił funkcje mieszczańskiej lub szlacheckiej rezydencji. Powszechnie używana nazwa zwyczajowa budynku upamiętnia dwudniowy pobyt w nim Johanna Wolfganga von Goethego – w owym czasie tajnego radcy na dworze Karola Augusta z Saksonii-Weimar – we wrześniu 1790 roku. Poeta zwiedził wówczas kopalnię „Fryderyk” (niem. Königliche Friedrichsgrube), na której dwa lata wcześniej zainstalowano jedną z pierwszych maszyn parowych na kontynencie europejskim. Pewne kontrowersje wzbudził wpis Goethego do księgi pamiątkowej kopalni:

An die Knappschaft
zu Tarnowitz

Fern von gebildeten Menschen, am Ende des Reiches, wer hilft euch
Schätze finden und sie glücklich zu bringen an’s Licht?
Nur Verstand und Redlichkeit helfen; es führen die beiden
Schlüssel zu jeglichem Schatz, welchen die Erde verwahrt.

W 1821 roku gościem dworku był polski dramaturg, powieściopisarz i poeta Julian Ursyn Niemcewicz, który swój pobyt w Tarnowskich Górach opisał w opublikowanych w 1873 roku wspomnieniach Podróż do Wielkopolski i Śląska w roku 1821 z niewydanych dotąd rękopisów [...]. Podczas wizyty w mieście i jego bliskich okolicach Niemcewicz m.in. uczestniczył w polskim nabożeństwie w kościele pw. św. Piotra i Pawła, odwiedził hutę srebra i ołowiu w Strzybnicy oraz – podobnie jak Goethe 30 lat wcześniej – kopalnię „Fryderyk”.
Po II wojnie światowej obiekt stopniowo popadał w ruinę, jednak w 1966 roku decyzją Wojewódzkiego Konserwatora Zabytków w Katowicach został wpisany do rejestru zabytków. W 1985 roku dworek stał się własnością Oddziału „Ziemi Tarnogórskiej” Polskiego Towarzystwa Turystyczno-Krajoznawczego i do 1990 roku trwał jego remont generalny.
Od ukończenia remontu tarnogórski oddział „Ziemi Tarnogórskiej” PTTK ma swoją siedzibę na poddaszu budynku, natomiast na parterze mieści się restauracja „Praha”.

## Architektura
Dworek Goethego jest murowanym budynkiem z cegły, parterowym, na rzucie wydłużonego prostokąta, podpiwniczonym. Elewacja bez wyraźnych cech stylowych, od frontu sześcioosiowa z dwuosiową facjatką, w której szczycie znajduje się okrągłe okienko. Obiekt dwutraktowy, trakt od strony wschodniej (frontowej) szerszy. Wewnątrz na osi budynku zlokalizowana jest sień z wejściami do pomieszczeń parteru oraz schody dwubiegowe prowadzące na poddasze. W pomieszczeniach na parterze zachowały się belkowane stropy. Drzwi frontowe klepkowe, dach naczółkowy, kryty gontem (w l. 60. XX wieku papą) zwrócony kalenicą do ul. Górniczej. W połaciach dachu obecne lukarny œil-de-bœuf.
Przy północno-zachodnim narożniku dworku znajduje się przybudówka (również kryta gontem) oraz murowane ogrodzenie wzdłuż ulicy Bondkowskiego, z małą kutą furtką prowadzącą do restauracyjnego ogródka. Drugi, mniejszy ogródek znajduje się po południowej i zachodniej stronie budynku. Przed budynkiem stoi pomnik w formie kałamarza nawiązujący do postaci poetów, którzy odwiedzili dworek.
W pomieszczeniach restauracji znajdują się pamiątki i eksponaty wywodzące się z tradycji śląskiej oraz austro-węgierskiej, m.in. zabytkowe kufle, stare krzesła i stoły, pamiątkowe zdjęcia i obrazy. Organizowane są wernisaże prac plastycznych i wystawy zdjęć, odbywają się tutaj również kameralne koncerty.